# Dąbrowy Wąskotorowe
Dąbrowy Wąskotorowe – zlikwidowany wąskotorowy przystanek osobowy w Dąbrowach na linii kolejowej Spychowo Wąskotorowe – Myszyniec, w powiecie szczycieńskim, w województwie warmińsko-mazurskim, w Polsce.